# Mine Resistant Ambush Protected Vehicle

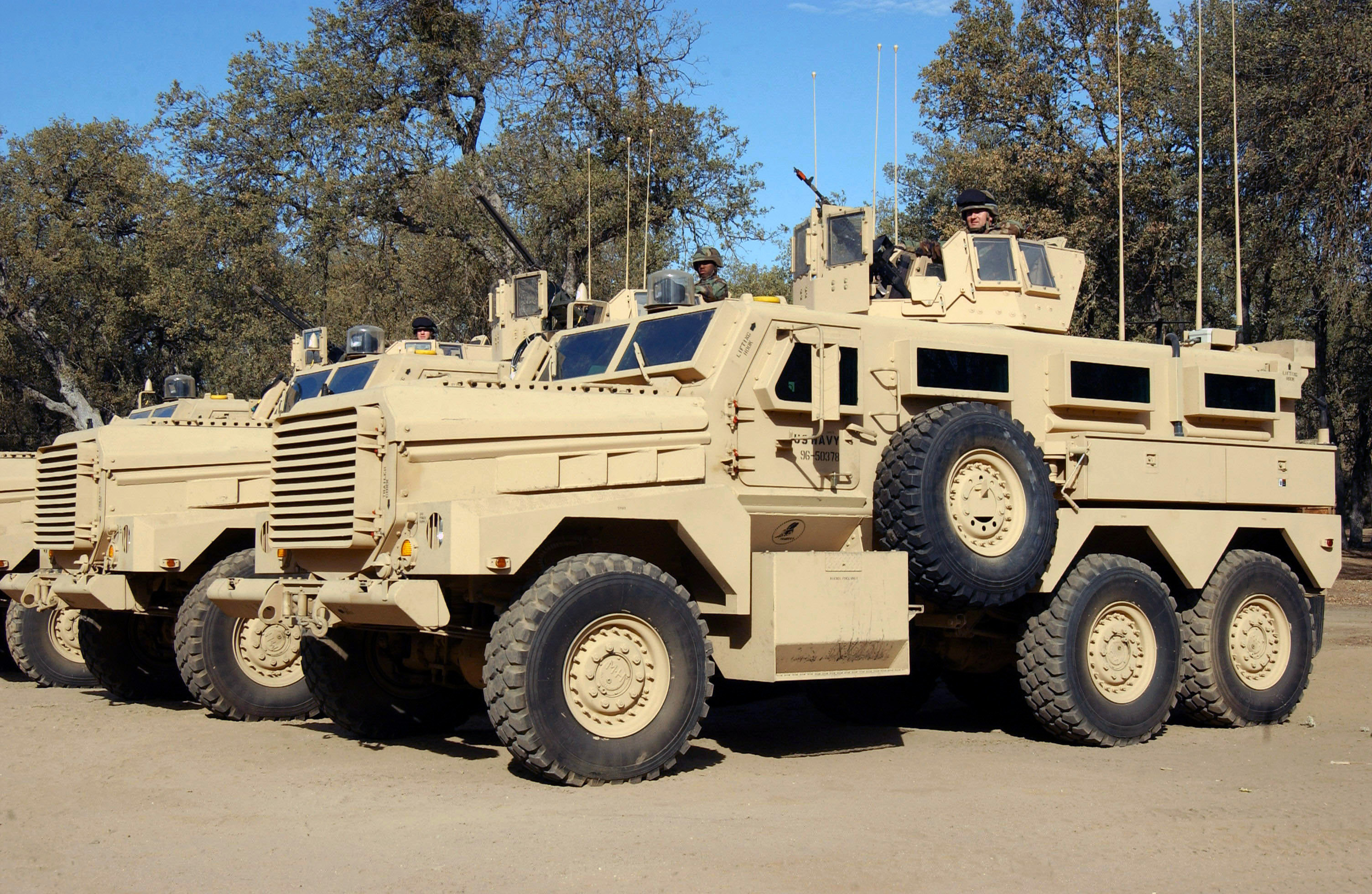
MRAP der Seabees, der Pioniere der US Navy

Als MRAP-Vehicle (Mine Resistant Ambush Protected-Vehicle;
englisch für „Minen widerstehendes und Hinterhalt-geschütztes Fahrzeug“) wird eine Programmfamilie geschützter amerikanischer Militärfahrzeuge bezeichnet, die auf Betreiben des United States Marine Corps entwickelt wurden.
MRAPVs zählen zur Gruppe der geschützten Fahrzeuge. Sie dienen in erster Linie dem sicheren Transport von Menschen und Material und bewahren Insassen vor der Wirkung von Minen, Sprengfallen und direktem Beschuss mit Handwaffen. Einige wurden auch als Waffenträger ausgestattet.
Die MRAP-Fahrzeuge sollten in bestimmten Bereichen die größtenteils ungeschützten oder nur schwach gepanzerten HMMWVs in den Streitkräften der Vereinigten Staaten ersetzen. Außerdem wurden einige auch für das Räumen von Minen und Sprengfallen und als bewaffnete Gefechtsfahrzeuge, etwa zum Begleiten von Konvois, eingesetzt.

## Beschreibung

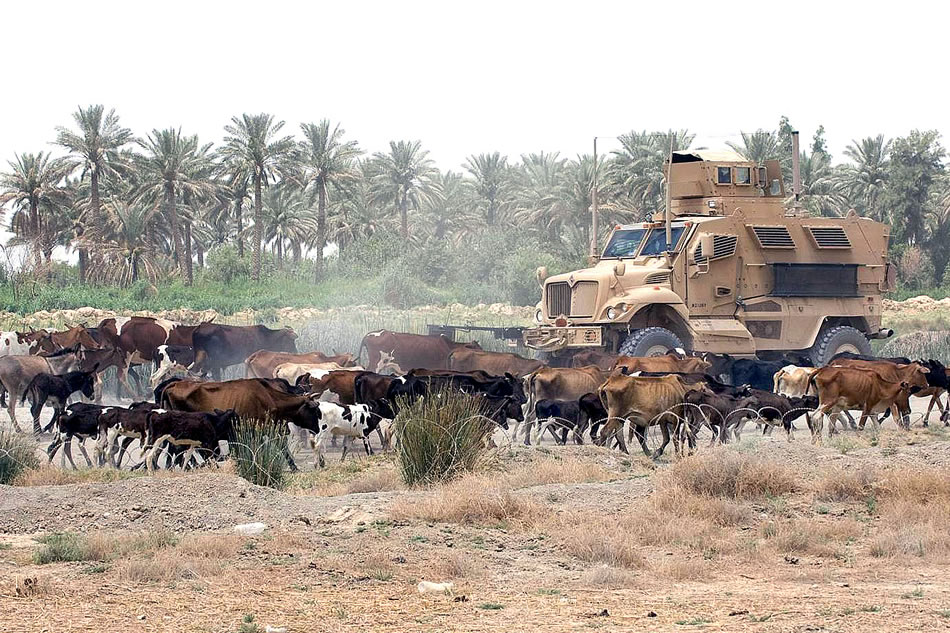
Einsatz eines MRAP im Irak

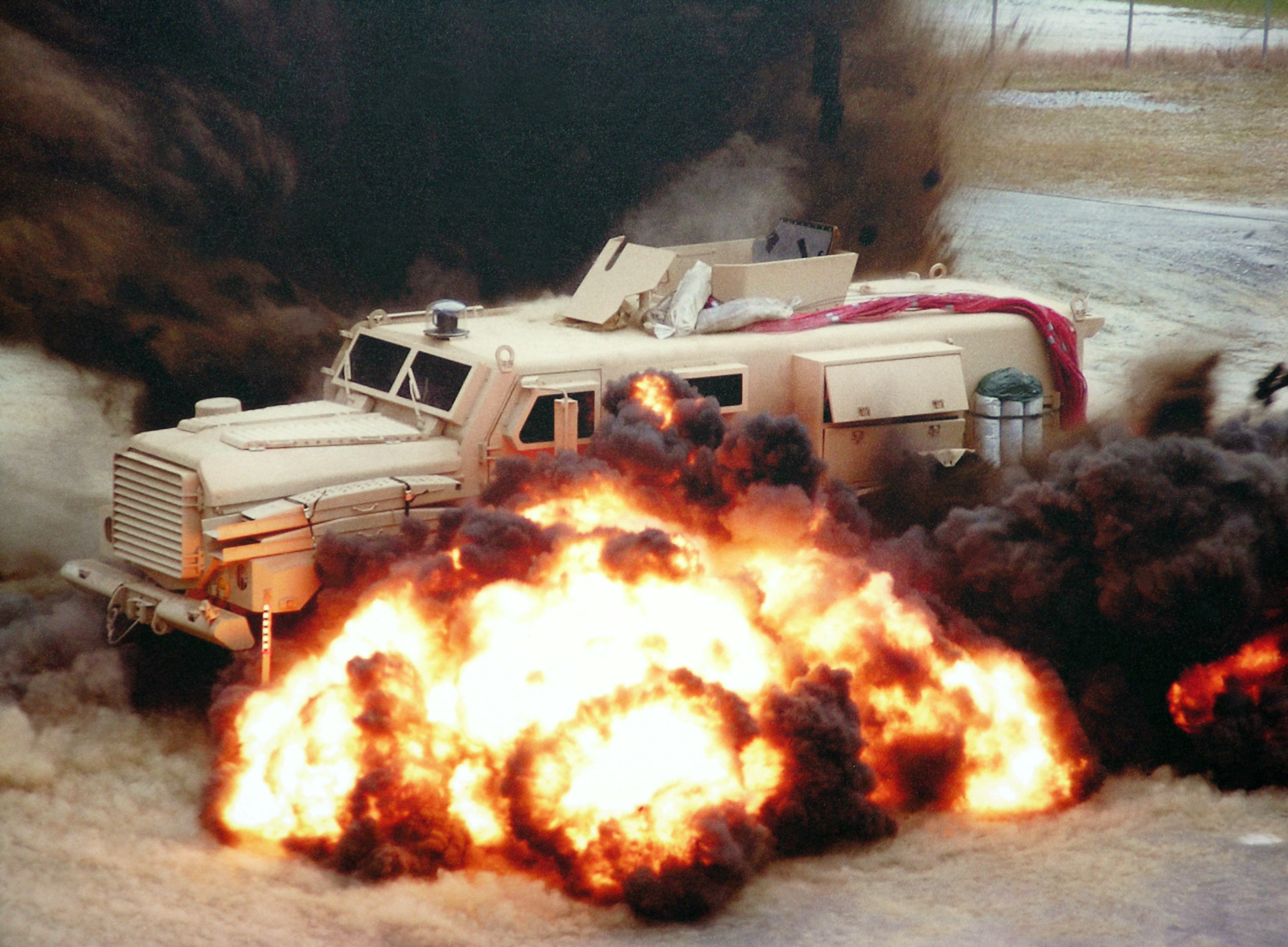
FPI Cougar HE bei einem Ansprengversuch

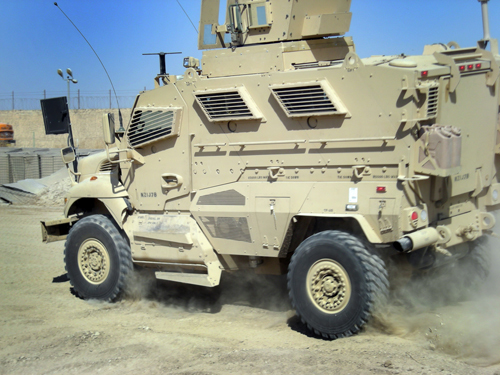
MaxxPro beim Training im Irak

Insbesondere durch die Einsätze in Afghanistan und dem Irak, wo die US-Armee verstärkt mit asymmetrischer Kriegführung, insbesondere Sprengfallen, konfrontiert wurde, zeigte sich, dass die Humvees, die ein Haupttransportmittel der Infanterie darstellten, aufgrund ihrer Bauweise besonders anfällig gegen Explosionen und Beschuss sind. Deshalb sollten die Humvees schrittweise gegen MRAPs ausgetauscht werden.
Das MRAP-Programm gliedert sich in drei verschiedene Fahrzeugkategorien, wobei sich die Einteilung der potentiellen Fahrzeuge nach dem jeweils geforderten Aufgabenprofil richtet.
- Die Kategorie I beinhaltet minengeschützte Unterstützungsfahrzeuge (Mine Resistant Utility Vehicle – MRUV), die in erster Linie eine hohe Mobilität im Orts- und Häuserkampf gewährleisten sollen.
- Die Kategorie II (Joint EOD Rapid Response Vehicle – JERRV) beinhaltet Funktionsfahrzeuge für den Konvoischutz, Sanitätstransportfahrzeug, EOD, Truppentransport Gruppe oder Pionierunterstützung.
- Die Kategorie III beinhaltet Fahrzeuge, die zum Räumen von IEDs und Minen eingesetzt werden.

Alle MRAP-Fahrzeuge bieten Schutz vor Handfeuerwaffen und Artilleriesplittern sowie Minenexplosionen mit bis zu 15 kg Sprengstoff.
MRAP-Fahrzeuge haben einen durchschnittlichen Anschaffungspreis von 1 Million US-Dollar. Sie werden in den USA mittlerweile auch außerhalb des Militärs eingesetzt, etwa bei Polizeieinheiten.
Am 19. Januar 2008 kam es infolge eines IED-Anschlags auf ein MRAP-Fahrzeug der US-Streitkräfte in Bagdad zum ersten Todesopfer unter der Besatzung seit Einführung dieser Fahrzeugtypen.

## MRAP-Kategorien

### Kategorie I; 4×4 MRUV
Firma
- BAE Systems: RG-33
- General Dynamics (vormals Force Protection Industries): Cougar H
- General Dynamics Land Systems of Canada: RG-31
- General Purpose Vehicles LLC (GPV): Sergeant

- International Military and Government LLC: International MaxxPro MPV
- Thales Australia/Oshkosh Corporation: Bushmaster 4x4
- Oshkosh JLTV
- Protected Vehicles, Inc./Oshkosh Corporation: Alpha

### Kategorie II; 6×6 JERRV
Firma
- BAE Systems: RG33L 6×6
- Force Protection Industries: Cougar HE 6×6
- General Purpose Vehicles LLC (GPV): Commander
- International Military and Government LLC: International MaxxPro XL
- Rafael Advanced Defense Systems/Protected Vehicles, Inc.: Golan Armored Vehicle

### Kategorie III
Firma:
- OMC Land Systems: Casspir
- Force Protection Industries: Buffalo Mine Protected Vehicle „The Claw“

## Bestand
Insgesamt haben die US-Streitkräfte für die Kriege in Afghanistan und im Irak etwa 29.000 MRAP-Fahrzeuge für 50 Milliarden Dollar erworben. Nach dem Abzug aus dem Irak und dem weitgehenden Abzug aus Afghanistan entschloss sich die US Army 8.585 dieser Fahrzeuge von zwei Herstellern, Oshkosh und Navistar, im Bestand zu halten. 5651 (einschließlich 250 für SOCOM) davon sind Oshkosh M-ATV, womit die Army 80 Prozent der insgesamt gelieferten Fahrzeuge dieses Typs behält, der Rest MaxxPro von Navistar. Außerdem werden RG-33L 6×6 von BAE Systems und RG-31 Mk5E 4×4 MRAP von General Dynamics Land Systems Canada (GDLS-C)/BAE Systems umgerüstet auf die mittlere Minenschutzstufe und als Medium Mine Protected Vehicles (MMPV) weiterbenutzt. Das United States Marine Corps behielt 2510 MRAP-Fahrzeuge: Die beiden Modelle Oshkosh M-ATV und Cougar von GDLS-FP sowie eine kleinere Anzahl Buffalos.